# Nagrom (Washington)
Nagrom war eine Kleinstadt (Town) im King County im US-Bundesstaat Washington. Als Werkssiedlung für ein  Holzeinschlagunternehmen gegründet, lag Nagrom im Einzugsgebiet des Green River zwischen Kanaskat und Lester. Die Stadt wurde von der Morgan Lumber Company gegründet und nach Elmer G. Morgan benannt, dem Firmengründer und -eigner („Nagrom“ ergibt sich einfach durch die Umkehrung von „Morgan“). Der Ort wurde wegen seines Zugangs zum Holz und der Eignung für den Bau einer Sagemühle und eines Mühlteichs gewählt. 1910 ersuchte Morgan die Northern Pacific Railway, welche die Bahnstrecke vom Puget Sound aus über den Stampede Pass betrieb, eine Zweigstrecke in die kleine Stadt zu verlegen. Die Bahngesellschaft sträubte sich, doch Morgan blieb hartnäckig und schließlich lenkte die NP ein. Die Stichstrecke wurde 1911 gebaut. Im selben Jahr wurde ein Postamt gegründet, zusammen mit einem Zugang zu Telefon und Telegrafie.
Zwischen 1914 und 1918 kam es zu Überschwemmungen im Einzugsgebiet von Tacoma (im Gebiet von Nagrom), die Abwässer und kontaminiertes Wasser aus der Werkssiedlung in die Wasserversorgung der Stadt Tacoma schwemmten. Sorgen wegen eines allgemeinen Gesundheitsrisikos jener Zeit, namentlich von Typhus ausgehend, ließen die Gesundheitsbehörden die Einwohner von flussabwärts von Werkssiedlungen wie Lester, Baldi und Nagrom gelegenen Siedlungen anweisen, ihr Trinkwasser abzukochen, um die Typhus-Gefahr einzuschränken.
Von 1911 bis 1924 setzte die Morgan Lumber Company den Holzeinschlag und den Betrieb der Sägemühle in Nagrom fort. Die Bevölkerung von Nagrom stieg 1921/22 bis auf 450 Einwohner. Aufgrund eines Preisverfalls für Holz nach dem Ersten Weltkrieg stellte das Unternehmen jedoch 1924 seine Geschäftstätigkeit ein. Holz wurde weiterhin eingeschlagen, doch war das Tempo stark gedrosselt. Es fand auch ein Wechsel im Holztransport statt, als Lastkraftwagen die Eisenbahn zu ersetzen begannen. Der United States Forest Service begann mit Unterstützung des Civilian Conservation Corps in den 1930er Jahren mit der Verwaltung der Forstflächen in dem Gebiet.
Die City of Tacoma erwarb etwa 1910 die Wasserrechte am Green River. In der ersten Hälfte der 1950er Jahre begannen die Stadtwerke von Tacoma, die heutigen Tacoma Public Utilities mit dem Ankauf von privatem Land entlang der Flussufer zwischen dem Zulauf zur Wasserversorgung der Stadt in Headworks (unmittelbar östlich von Kanaskat), ostwärts bis zur Eisenbahn- und Holzfällerstadt Lester. Beginnend mit dem Bau des Howard A. Hanson Dam beschränkte die Stadt den Zugang zu den Gebieten zwischen Headworks und Lester, indem Tore an verschiedenen Zugangspunkten zum Einzugsgebiet des Green River gebaut wurden. Etwa 1967 kaufte die Stadt Tacoma die gesamte Ortslage von Lester von der Northern Pacific Railway. Bis 1984 verließen die meisten Einwohner Lester, die Gleisanlagen wurden durch den Nachfolger der NP, die Burlington Northern Railroad, stillgelegt und alle früheren Gemeinden entlang der Bahnlinie wurden zu Geisterstädten. Heute gibt es auch in Nagrom keine Bewohner mehr.